# Eurycoma harmandiana
Eurycoma harmandiana là một loài thực vật có hoa trong họ Thanh thất. Loài này được Pierre mô tả khoa học đầu tiên năm 1893.